# Campionato Sammarinese 1996-1997

## Fase a gironi

### Girone A
|                       |    | Classifica 1996-97 | Pt | G  | V  | N  | P  | GF | GS | DR  |
| --------------------- | -- | ------------------ | -- | -- | -- | -- | -- | -- | -- | --- |
| San Marino (bandiera) | 1. | Folgore            | 48 | 22 | 15 | 3  | 4  | 42 | 24 | +18 |
|                       | 2. | La Fiorita         | 38 | 22 | 11 | 5  | 6  | 37 | 17 | +20 |
|                       | 3. | Cailungo           | 35 | 22 | 9  | 8  | 5  | 38 | 19 | +19 |
|                       | 4. | Tre Penne          | 35 | 22 | 9  | 8  | 5  | 25 | 20 | +5  |
|                       | 5. | Tre Fiori          | 34 | 22 | 8  | 10 | 4  | 42 | 24 | +18 |
|                       | 6. | Cosmos             | 30 | 22 | 7  | 9  | 6  | 28 | 24 | +4  |
|                       | 7. | Juvenes            | 18 | 22 | 4  | 6  | 12 | 19 | 37 | -18 |
|                       | 8. | Dogana             | 4  | 22 | 0  | 4  | 18 | 11 | 73 | -62 |

### Girone B
|  |    | Classifica 1996-97 | Pt | G  | V  | N | P  | GF | GS | DR  |
|  | -- | ------------------ | -- | -- | -- | - | -- | -- | -- | --- |
|  | 1. | Virtus             | 47 | 22 | 14 | 5 | 3  | 35 | 16 | +19 |
|  | 2. | Faetano            | 38 | 22 | 11 | 5 | 6  | 39 | 22 | +17 |
|  | 3. | Libertas           | 37 | 22 | 11 | 4 | 7  | 41 | 25 | +16 |
|  | 4. | Murata             | 36 | 22 | 10 | 6 | 6  | 43 | 17 | +26 |
|  | 5. | Domagnano          | 30 | 22 | 7  | 9 | 6  | 21 | 20 | +1  |
|  | 6. | Pennarossa         | 29 | 22 | 8  | 5 | 9  | 34 | 33 | +1  |
|  | 7. | Montevito          | 14 | 22 | 2  | 8 | 12 | 23 | 43 | -20 |
|  | 8. | San Giovanni       | 6  | 22 | 1  | 3 | 18 | 12 | 76 | -64 |

## Play-off
Ai play-off si qualificano le prime tre squadre di ogni girone.
- Primo Turno

Si affrontano le seconde e le terze classificate dei due gironi
 La Fiorita- Libertas 0-0 rig.: 5-4
 Faetano- Cailungo 4-3 dts
- Secondo Turno

Si affrontano le vincitrici dei due gironi con le vincenti del primo turno
 Virtus- La Fiorita 2-3
 Faetano- Folgore 2-2 rig.: 6-5
- Terzo Turno

Si affrontano i perdenti del primo turno contro i perdenti del secondo. Gli sconfitti vengono eliminati
 Folgore- Libertas 3-1
 Cailungo- Virtus 3-2
- Quarto Turno

Si affrontano le vincenti del secondo turno. Chi vince approda in finale, chi perde in semifinale
 La Fiorita- Faetano 2-2 rig.: 7-6
Si affrontano le vincenti del terzo turno. Chi vince approda in semifinale, chi perde viene eliminato
 Folgore- Cailungo 2-1
- Semifinale

 Folgore- Faetano 2-0
- Finale

 Folgore- La Fiorita 2-1